# Barca de Alba
Barca de Alba[cita requerida] (llamada oficialmente Barca d'Alva) es una aldea portuguesa situada en la freguesía de Escalhão, del municipio de Figueira de Castelo Rodrigo y distrito de Guarda.

## Geografía
Se encuentra dentro del parque natural del Duero Internacional, en la confluencia del río Águeda con el río Duero. Estos marcan la frontera natural entre España y Portugal. Al otro lado existe el parque natural de Arribes del Duero.

## Historia
Es una aldea con muy pocos habitantes que fue durante un siglo el punto en que se unían las líneas ferroviarias que conectaban Salamanca con Oporto. El interés de los portugueses en esta infraestructura queda patente en que el complejo tramo de la línea entre la frontera y La Fregeneda se realizase con recursos económicos de este país. Un puente de hierro sobre el río Águeda permitía el paso del ferrocarril entre ambos países y enlazaba esta estación con la salmantina de La Fregeneda. En 1988 concluyó el servicio ferroviario en la parte portuguesa, servicio que ya había sido cancelado en 1985 en la parte española. En la actualidad, el tren de Oporto solo llega a la estación de Pocinho, que era el nudo ferroviario del que partían las líneas de vía estrecha del norte de Portugal.
A mediados de los años noventa se construyó en la orilla española del Duero un embarcadero que permitía la realización de cruceros turísticos hasta la desembocadura en Oporto. Igualmente se construiría una infraestructura similar en Barca de Alba. En 2000 se inauguró finalmente un puente para el paso de automóviles.